# Junkmail
Junkmail is ongevraagde e-mail waaraan de ontvanger weinig waarde toeschrijft.
De belangrijkste bronnen van junkmail zijn:
- Spam: e-mail die op grote schaal ongevraagd wordt toegestuurd (vaak reclame).
- Computervirussen.
- Vals alarm (Engels: hoax) dat door veel mensen met de beste bedoelingen aan al hun kennissen wordt doorgestuurd.
- Kettingbrieven per e-mail.
- Verzenders die slecht op de hoogte zijn van de nettiquette. Bijvoorbeeld medewerkers van een organisatie die bij de minste of geringste aanleiding een inhoudsloos bericht naar veel collega's sturen.